# Mesosa myops
Mesosa myops es una especie de escarabajo longicornio de la subfamilia Lamiinae. Fue descrita científicamente por Dalman en 1817.
Se distribuye por Bielorrusia, China, Finlandia, Japón, Kazajistán, Letonia, Lituania, Mongolia, Polonia, Corea, Suecia, Turquía y Ucrania. Posee una longitud corporal de 7-16 milímetros. El período de vuelo de esta especie ocurre en los meses de mayo, junio, julio y agosto.
Mesosa myops se alimenta de una gran variedad de plantas y arbustos de la familia Anacardiaceae, Juglandaceae, Styracaceae, Betulaceae, Fabaceae, entre otras.